# Scopula risa
Scopula risa är en fjärilsart som beskrevs av Edward P. Wiltshire 1982. Scopula risa ingår i släktet Scopula och familjen mätare. Inga underarter finns listade.